# Pukhrayan
Pukhrayan é uma cidade  no distrito de Kanpur Dehat, no estado indiano de Uttar Pradesh.

## Geografia
Pukhrayan está localizada a 26° 14′ N, 79° 51′ L. Tem uma altitude média de 124 metros (406 pés).

## Demografia
Segundo o censo de 2001, Pukhrayan tinha uma população de 19,908 habitantes. Os indivíduos do sexo masculino constituem 53% da população e os do sexo feminino 47%. Pukhrayan tem uma taxa de literacia de 69%, superior à média nacional de 59.5%: a literacia no sexo masculino é de 75% e no sexo feminino é de 62%. Em Pukhrayan, 13% da população está abaixo dos 6 anos de idade.